# 14998 Ogosemachi
14998 Ogosemachi este un asteroid din centura principală de asteroizi.

## Descriere
14998 Ogosemachi este un asteroid din centura principală de asteroizi. A fost descoperit pe 1 noiembrie 1997 la Kitami de Kin Endate și Kazuro Watanabe. Asteroidul prezintă o orbită caracterizată de o semiaxă mare de 2,84 ua, o excentricitate de 0,07 și o înclinație de 2,4° în raport cu ecliptica.